# Pipistrel Panthera
Die Panthera ist ein viersitziges, einmotoriges Leichtflugzeug des slowenischen Flugzeugherstellers Pipistrel.

## Geschichte
Die Panthera wurde im April 2012 auf der Luftfahrtmesse AERO in Friedrichshafen vorgestellt.
Der 54-minütige Erstflug fand am 4. April 2013 vom Flugplatz Cerklje ob Krki in Slowenien aus statt. Pipistrel veröffentlichte im Juli 2014 ein Video aus der erfolgreichen Trudelerprobung.

## Versionen
Auf der AERO 2015 stellte Pipistrel das Projekt Hypstair als ein seriell-hybrides Antriebssystem für Kleinflugzeuge vor. Im Februar 2016 startete die Bodenerprobung des Antriebs in der Zelle einer Panthera.

## Technische Daten
| Kenngröße             | Daten                                                         |
| --------------------- | ------------------------------------------------------------- |
| Besatzung             | 1                                                             |
| Passagiere            | 3                                                             |
| Länge                 | 8,07 m                                                        |
| Spannweite            | 10,86 m                                                       |
| Höhe                  | 2,19 m                                                        |
| Flügelfläche          | 11,2 m²                                                       |
| Flügelstreckung       | 10,5                                                          |
| Leermasse             | 815 kg                                                        |
| max. Startmasse       | 1315 kg                                                       |
| Reisegeschwindigkeit  | 198 kn (367 km/h) bei 75 % Leistung in 8000 ft                |
| Höchstgeschwindigkeit | 220 kn (407 km/h)                                             |
| Dienstgipfelhöhe      | 7600 m                                                        |
| Reichweite            | 1.000 sm (ca. 1.850 km) mit 4 Personen und 45 Minuten Reserve |
| Triebwerke            | ein Lycoming IO-540-V Sechszylinder-Boxermotor, 194 kW        |